# Charax pauciradiatus
Charax pauciradiatus é uma espécie de peixe da família dos caracídeos e da ordem dos caraciformes.
Os machos podem alcançar 10,1 cm de comprimento e são bem menores do que as fêmeas.
Sua reprodução acontece durante a estação das chuvas: os ovos são depositados entre a vegetação e a sua incubação dura 30 horas.
Os alevinos, que possuem menos de 6 cm de comprimento, nutrem-se de larvas de quironomídeos e, em menor medida, de cladoceras. Os adultos, em ordem de preferência, comem camarãos, crisálidas de odonatas, e alevinos dos gêneros Ctenobrycon e Curimata.
Vivem em zonas de clima tropical entre 22 °C - 27 °C de temperatura.
São encontrados na América do Sul, mais especificamente, no Suriname e na bacia do rio Amazonas, no Brasil.